# Březinský rybník (Klenovka)
Březinský rybník  o rozloze vodní plochy 1,0 ha se nalézá asi 0,7 km jihovýchodně od centra obce Klenovka v okrese Pardubice. Rybník je využíván pro chov ryb a zároveň představuje lokální biocentrum pro rozmnožování obojživelníků. Na hrázi rybníka roste památný topol černý.

## Galerie

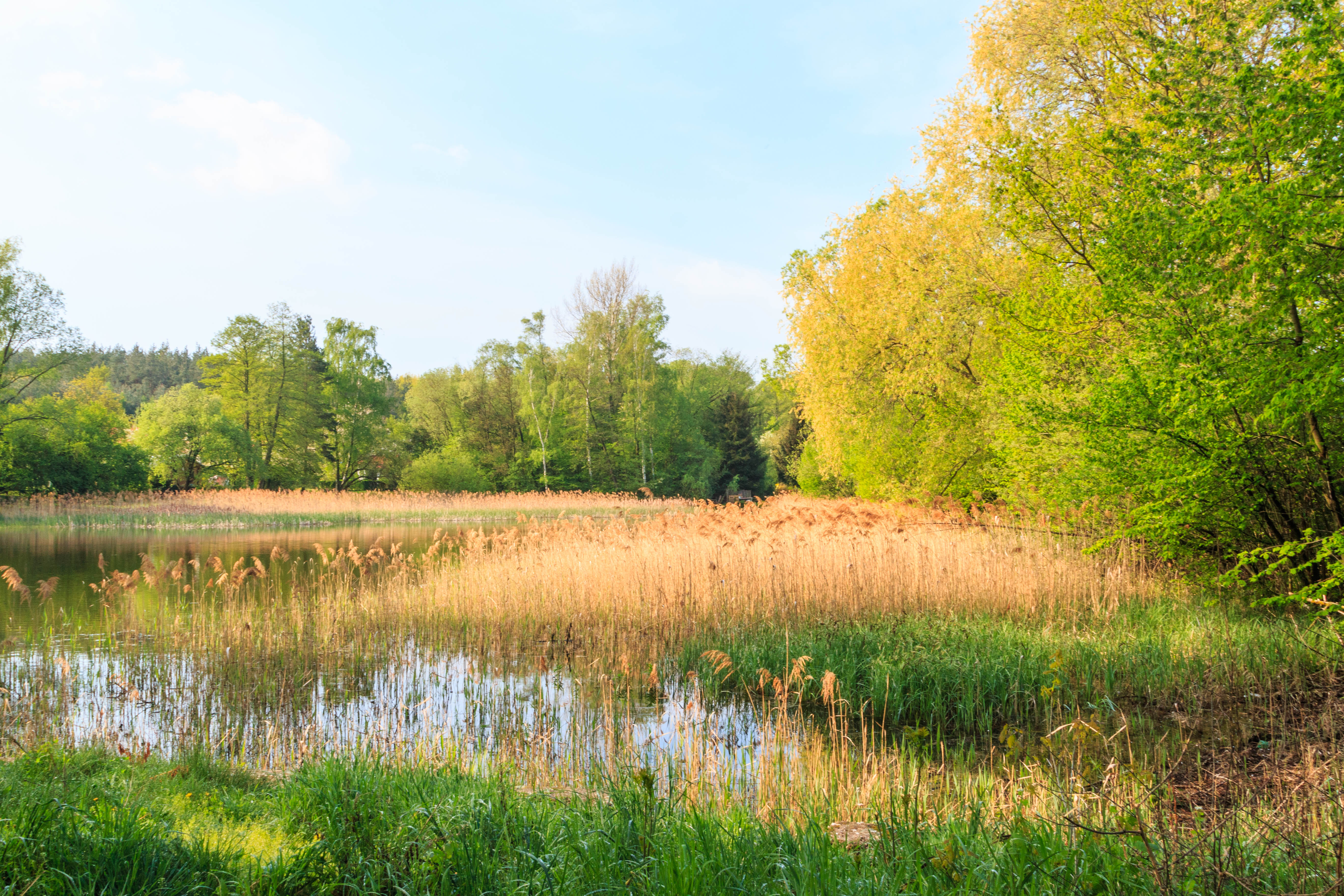
pohled na Březinský rybník
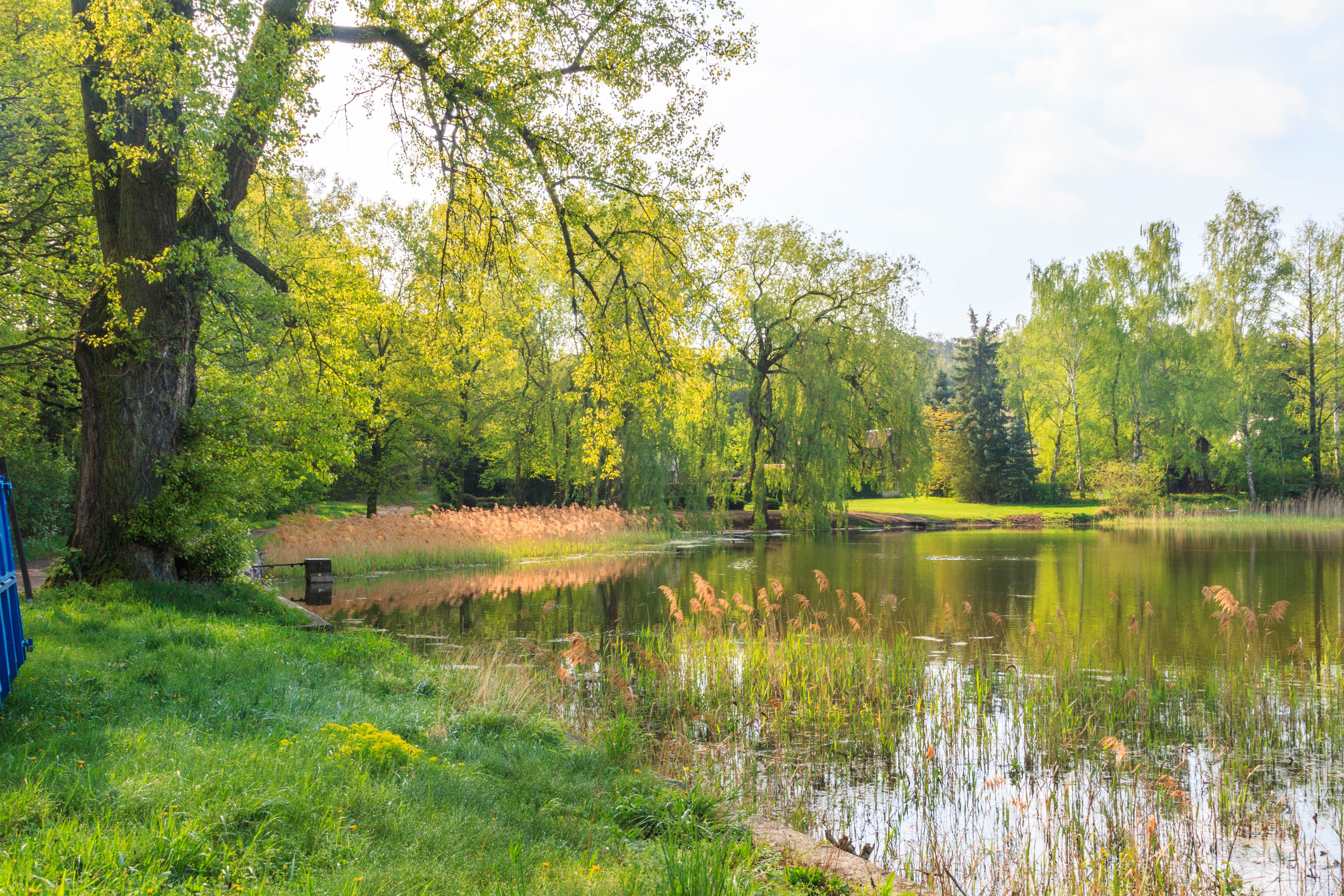
pohled na Březinský rybník
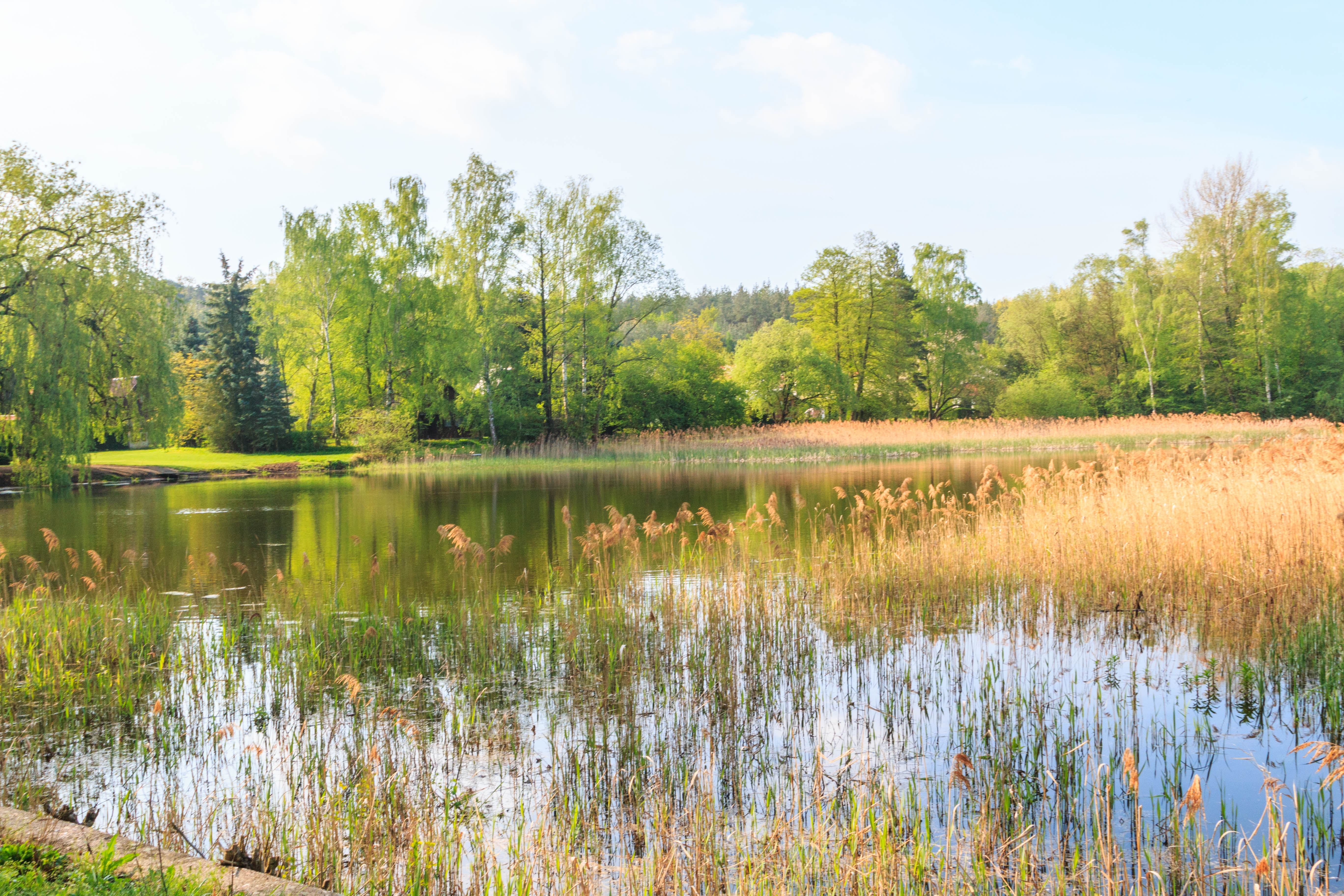
pohled na Březinský rybník
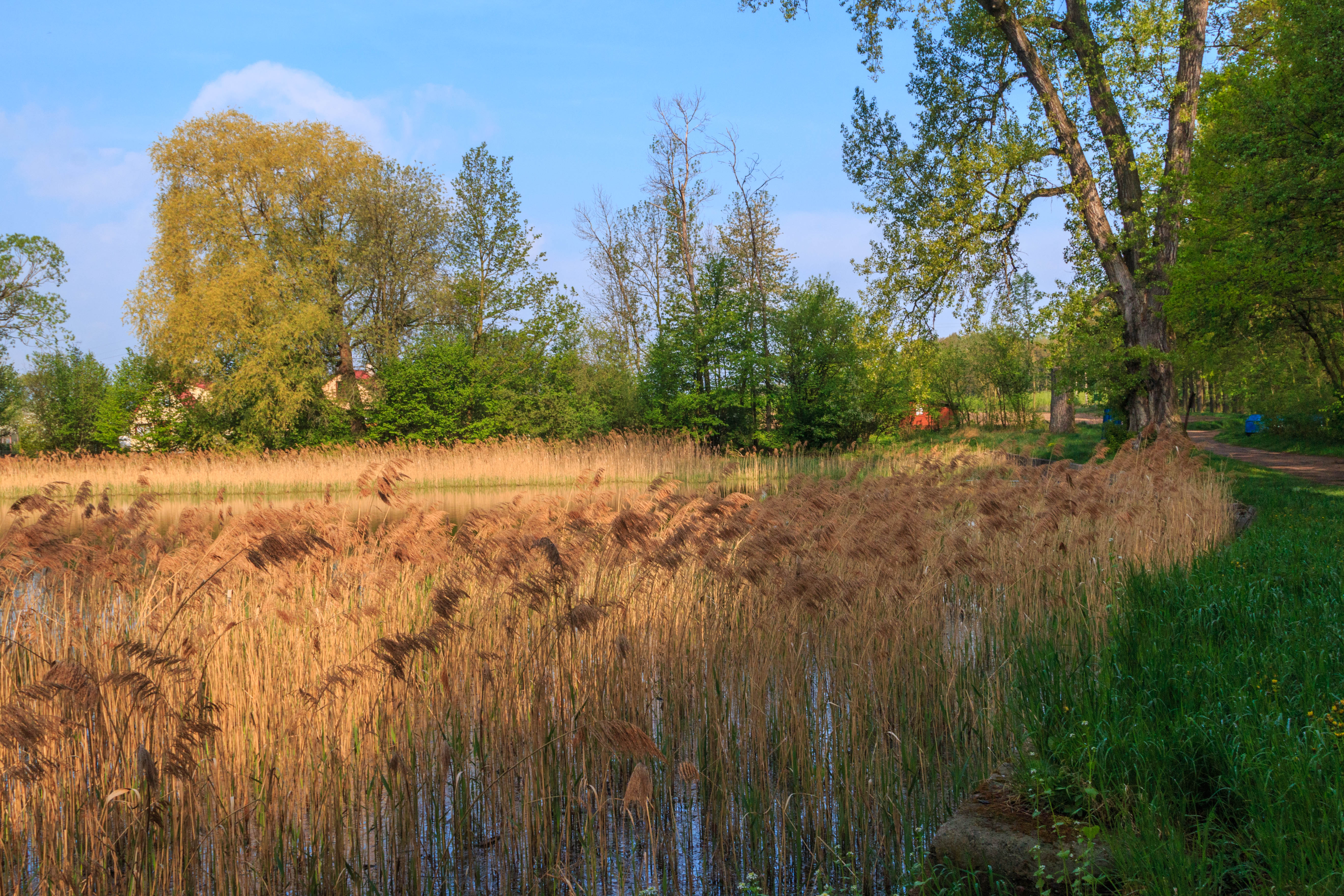
pohled na Březinský rybník